# Sherlock Holmes (TV-serie)
Sherlock Holmes är en TV-serie om Sherlock Holmes, producerad av det brittiska tv-bolaget Granada Television åren 1984–1994. Serien hade från början namnet The Adventure of Sherlock Holmes, liksom Arthur Conan Doyles första novellsamling om detektiven. Informellt kallas serien ofta Granada-serien. 
Senare omgångar av serien har använt titlarna från andra av Doyles Holmes-novellsamlingar. Avsnitten i respektive säsong återfinns inte alltid i novellsamlingen som bär samma namn. 
I Sverige har serien bland annat haft namnet Sherlock Holmes memoarer och har visats av bland annat SVT, TV4, Femman/Nordic, Kanal 5 och Kanal 9. Den berömde detektiven spelas av Jeremy Brett, en skådespelarinsats som många bedömare anser vara den slutgiltiga filmtolkningen av Sherlock Holmes. Serien är mycket påkostad och trogen originalberättelserna. Filmerna följer ofta böckernas dialog mycket nära, och rekvisita följer ibland originalillustratören Sidney Pagets teckningar imponerande nära. 
Såväl Holmes som hans trogne vän och följeslagare Dr. Watson, gestaltas så som Doyle beskrev dem. I de två första säsongerna spelas Watson av David Burke, som senare valde att lämna serien för att kunna ägna sin familj mer tid, och ersattes då av Edward Hardwicke som spelade Watson under seriens alla följande säsonger.
När serien spelades in var ett antal historier skyddade av upphovsrätt i USA, och eftersom serien gjordes med tanke på att även säljas till amerikansk tv hade man ett något begränsat urval noveller och romaner som kunde filmas. I serien ingår 41 av de totalt 60 berättelserna om Sherlock Holmes som Doyle skrev: 36 avsnitt är en timme långa, övriga fem har långfilmslängd. Serien avbröts då Jeremy Brett gick bort till följd av en hjärtattack vid 61 års ålder. Det sägs dock att Brett redan hade beslutat att inte fortsätta spela i serien; han var svårt sjuk under inspelningarna av den sista säsongen.

## Handling
Under den  senare delen av den viktorianska eran är Sherlock Holmes världens enda privatdetektiv. Främst anlitas han av privata klienter, men han är också känd för att bistå polisen, då ofta kommissarie Lestrade, när deras ärenden överlappar varandra. Holmes kunder är alltifrån vanliga medborgare med blygsamma medel till kungligheter. Hans förmåga att upptäcka ledtrådar andra förbiser, specialistkunskaper - däribland inom kemi, botanik och anatomi - samt förmågan att föra deduktiva resonemang samverkar alla till att han kan lösa de mest komplexa av fall. Han får också god hjälp i sitt arbete av veteranen Dr. Watson, med vilken han delar lägenhet på 221B Baker Street i London. Holmes kräver stor intellektuell stimulans och tenderar därför att försjunka i depressioner när det inte finns tillräckligt komplicerade fall för honom att engagera sig i.

## Rollista i urval
- Jeremy Brett - Sherlock Holmes (1984-1994)
- David Burke - Dr. John H. Watson (1984-1985)
- Edward Hardwicke - Dr. John H. Watson (1986-1994)
- Rosalie Williams - Mrs Hudson (1984-1994)
- Colin Jeavons - Kommissarie Lestrade (1984-1992)
- Eric Porter - Professor Moriarty (1985, 1986, 1988, 1993)
- Charles Gray - Mycroft Holmes (1985, 1988, 1994)

## Produktion

### Bakgrund
Seriens producent Michael Cox hade redan 1980 föreslagit att man skulle filma de bästa Holmes-berättelserna. Granadas vd David Plowright tyckte om idén, och ville att Sherlock Holmes-serien skulle spelas in på riktig sexton millimeters film, för att få riktigt bra bildkvalitet och större möjligheter att sälja filmerna utomlands. Plowright tyckte att Jeremy Irons eller Anthony Andrews skulle spela Sherlock Holmes, men Cox var tveksam. ”Någon som Jeremy Brett, då” lär Plowright ha svarat. Cox hade faktiskt redan Brett i tankarna. Brett hade den rätta kombinationen av utseende, röst och aristokratisk utstrålning – och han var en klassiskt skolad skådespelare.
Cox insåg att alla inblandade i projektet inte var så insatta i Sherlock Holmes-berättelserna, som han själv. Det skapades därför ett kompendium vid namn The Baker Street file, där scenografer, skådespelare, manusförfattare med flera enkelt kunde ta reda på uppgifter om Holmes, Watson och deras värld. Till exempel kunde man kolla upp vilka sorters hattar Holmes använde i London, eller var Watson förvarade sitt checkhäfte.
Man byggde också upp en femtio meter lång rekonstruktion av Baker Street. Exteriören bestod av två stora kulisser i full skala, förankrade i ett nätverk av stålbalkar, och uppfördes på en övergiven bangård bakom ett stort, viktorianskt lagerhus i Manchester. Exteriören syns inte minst i inledningen till varje avsnitt, vackert ackompanjerad av Patrick Gowers musik. Inne i lagerhuset återskapades interiören till 221 B. I Det sista problemet spelades Holmes och professor Moriartys uppgörelse in på plats vid Reichenbachfallen. Sherlock och Moriarty spelades av två stuntmän som firades ned med stålvajrar i fallet.
Cox ambition var alltså att dramatiseringarna skulle följa Doyles berättelser så troget som möjligt. Även Brett gick in för att följa originalet så nära han kunde. När manusförfattarna ibland ändrat historierna så att de skiljde sig från Doyles berättelser, ledde detta stundtals till heta diskussioner. Brett fick ibland författarna att ändra tillbaka, exempelvis fick han igenom ändringar i manus så att Holmes inledande slutsatser i De dansande figurerna, och filosoferandet kring rosens betydelse inom religionen i Flottfördraget filmades enligt Doyles text. Tv-serien är dock dramatiseringar, och inte slaviska återgivningar av berättelserna, och en hel del förändringar förekommer. Exempelvis är Watson inte gift i serien, och den invecklade kronologin i historierna följs inte. Holmes bryter sitt kokainberoende i Djävulsfotroten. I Byggmästaren i Norwood låter man Oldacre mörda en luffare och lägga dennes kropp i elden istället för djurdelar.  Man har även flyttat mindre inslag från en berättelse till en annan, givit Watson något större betydelse och givit lite fler repliker till Mrs. Hudson. Somliga episoder är sammanslagningar av två berättelser. 
Utöver Brett, Burke och Hardwicke, spelas övriga fasta roller av Rosalie Williams som Mrs Hudson och Colin Jeavons som kommissarie Lestrade från Scotland Yard. I flera avsnitt medverkar Charles Gray som Holmes bror Mycroft Holmes (som också spelade samma roll i filmen Den sju-procentiga lösningen från 1976), medan Eric Porter porträtterar Holmes ärkefiende professor Moriarty.
Hela serien finns utgiven både på VHS och DVD (även i svensk utgåva).

## Avsnitt
Datumen är det ursprungliga sändningsdatumet på ITV i Storbritannien. Fem av avsnitten är i TV-filmsformat. 
Sherlock Holmes
1984
1. En skandal i Böhmen (A Scandal in Bohemia) – 24 april 1984.
2. De dansande figurerna (The Dancing Men) – 1 maj 1984.
3. Flottfördraget (The Naval Treaty) – 8 maj 1984.
4. Den ensamme cyklisten (The Solitary Cyclist) – 15 maj 1984.
5. Krymplingen (The Crooked Man) – 22 maj 1984.
6. Det spräckliga bandet (The Speckled Band) – 29 maj 1984.
7. Den blå karbunkeln (The Blue Carbuncle) – 5 juni 1984.

1985
1. Blodbokarna (The Copper Beeches) – 25 augusti 1985.
2. Den grekiske tolken (The Greek Interpreter) – 1 september 1985.
3. Byggmästaren i Norwood (The Norwood Builder) – 8 september 1985.
4. Den hemlighetsfulle patienten (The Resident Patient) – 15 september 1985.
5. De rödhårigas förening (The Red-Headed League) – 22 september 1985.
6. Det sista problemet (The Final Problem) – 29 september 1985.

The Return of Sherlock Holmes
1986
1. Det tomma huset (The Empty House) – 9 juli 1986.
2. Abbey Grange (The Abbey Grange) – 16 juli 1986.
3. Musgraves ritual (The Musgrave Ritual) – 23 juli 1986.
4. Den andra fläcken (The Second Stain) – 30 juli 1986.
5. Mannen med den förvridna läppen (The Man with the Twisted Lip) – 6 augusti 1986.
6. Klosterskolan (The Priory School) – 13 augusti 1986.
7. De sex napoleonbysterna (The Six Napoleons) – 20 augusti 1986.

1987
1. De fyras tecken (The Sign of Four) – 29 december 1987. (TV-film).

1988
1. Djävulsfotroten (The Devil's Foot) – 6 april 1988.
2. Silverbläsen (Silver Blaze) – 13 april 1988.
3. Wisteria Lodge – 20 april 1988.
4. Bruce-Partingtons undervattensbåt (The Bruce-Partington Plans) – 27 april 1988.
5. Baskervilles hund (The Hound of the Baskervilles) – 31 augusti 1988. (TV-film).

The Case-Book of Sherlock Holmes
1991
1. Lady Frances Carfax försvinnande (The Disappearance of Lady Frances Carfax) – 21 februari 1991.
2. Thor Bridge – 28 februari 1991.
3. Shoscombe Old Place – 7 mars 1991.
4. Mysteriet i Boscombe Valley (The Boscombe Valley Mystery) – 14 mars 1991.
5. Den förnäme klienten (The Illustrious Client) – 21 mars 1991.
6. Den krypande mannen (The Creeping Man) – 28 mars 1991.

1992
1. The Master Blackmailer – 2 januari 1992. (TV-film; baserad på novellen Charles Augustus Milverton).

1993
1. Den sista vampyren [2] (The Last Vampyre) – 27 januari 1993. (TV-film; baserad på novellen Vampyren i Sussex (The Sussex Vampire)).
2. Ett passande parti [3] (The Eligible Bachelor) – 10 & 17 februari 1993. Tvådelad TV-film, baserad på novellen Den ogifte lorden (The Noble Bachelor).

The Memoirs of Sherlock Holmes
1994
1. Tre Gavlar (The Three Gables) – 7 mars 1994.
2. Den döende detektiven (The Dying Detective) – 14 mars 1994.
3. Den guldbågade pincenén (The Golden Pince-Nez) – 21 mars 1994. (Utan Edward Hardwicke som Watson, eftersom han var upptagen med filmen Shadowlands, Watsons roll i historien är ersatt av Mycroft Holmes, spelad av Charles Gray).
4. Den röda cirkeln (The Red Circle) – 28 mars 1994.
5. Mazarinstenen (The Mazarin Stone) – 4 april 1994. (Inkluderar även inslag från novellen Tre herrar Garrideb (The Three Garridebs). Jeremy Brett medverkar endast i en cameoroll som Holmes på grund av hälsoproblem. Mycroft Holmes kommer istället in i historien, åter spelad av Charles Gray.)
6. Pappkartongen (The Cardboard Box) – 11 april 1994.

## Noveller och romaner som inte ingår i tv-serien
Romaner som inte ingår:
- En studie i rött
- Fasans dal

Noveller som inte ingår:
- Den försvunne brudgummen (A case of identity)
- De fem apelsinkärnorna (The Five Orange Pips)
- Den avhuggna tummen (The Engineer's Thumb)
- Beryllkronan (The Beryl Coronet)
- Det gula ansiktet (The Yellow Face)
- Börsmäklarens biträde (The Stockbroker's Clerk)
- Gloria Scott (The "Gloria Scott")
- Lantjunkarna i Reigate (The Reigate Squires)
- Svarte Peter (Black Peter)
- De tre studenterna (The Three Students)
- Den försvunne rugbybacken (The Missing Three-Quarter)
- Hans sista bragd (His Last Bow)
- Den dödsbleke soldaten (The Blanched Soldier)
- Lejonmanen (The Lion's Mane)
- Den beslöjade hyresgästen (The Veiled Lodger)
- Färghandlarens kassavalv (The Retired Colourman)

## Andra produktioner
Under perioden 1988–1989 spelade Brett och Hardwicke teaterpjäsen The Secret of Sherlock Holmes på West End, en tvåmanspjäs skriven speciellt för dem av tv-manusförfattaren Jeremy Paul. 1992 uppträdde de två även i ett mini-avsnitt som var en del av The Four Oaks Mystery på ITV.